# Skaptotion
Skaptotion is een geslacht van uitgestorven weekdieren uit de klasse van de Gastropoda (slakken).

## Soort
- Skaptotion bearnensis Curry, 1982 †